# Seznam kolumbijskih bejzbolistov
Seznam kolumbijskih bejzbolistov.

## A
- Leonel Álvarez

## C
- Jolbert Cabrera
- Orlando Cabrera
- Luis Castro

## G
- Jackie Gutiérrez

## H
- Yamid Haad

## R
- Orlando Ramírez
- Edgar Rentería

Predloga:Bejzbolisti